# JKP建筑事务所
Jaeger Kahlen Partner Architects ltd. (JKP)， 中文译名为耶格卡恩建筑设计有限公司，是一家国际建筑设计事务所，为办公室、住宅、文化、室内和城市领域的客户提供了城市规划、建筑、室内设计等服务。该建筑事务所目前在德国、意大利和中国等都设有办事处。该公司于2007年作为Jaeger & Partner成立，之后经历了与Johannes Kahlen教授长期的合作后，该建筑事务所于2015年正式加盟了Kahlen，并正式命名为Jaeger Kahlen Partner（JKP）。

## 近期作品
如今，JKP建筑事务所的项目代表了各种各样的类型：商业办公楼、公民和文化空间、住宅和酒店开发、教育和研究设施、混合用途商业开发和总体规划。2011年，JKP建筑事务所与Saltans Architects合作的深圳档案馆项目荣获美国建筑师学会（AIA）芝加哥设计类优秀设计奖的未建类别里。2018年，随着JKP建筑事务所设计的广发证券大厦建成，成为了广州第十座的超过300米的超高层摩天大楼，让广州一跃成为了继迪拜后第二座城市拥有10座或以上的超高层摩天大楼。目前他们的主要在建项目是南山智园（原NFU科技园）。

## 代表作品

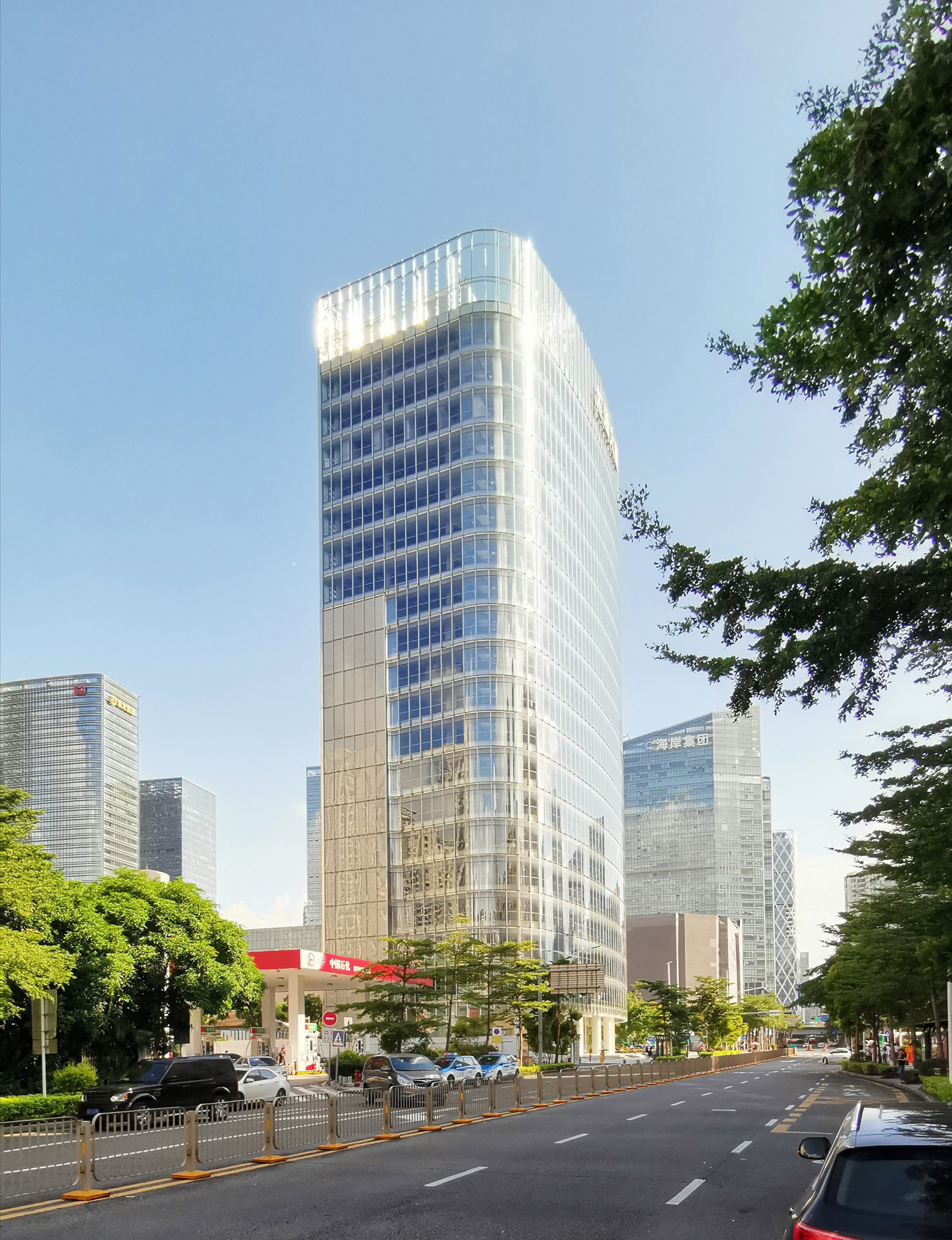
汇通大厦（混合大厦）

- 广发证券大厦 （页面存档备份，存于），

中国广州（2010-2018 年）：被世界高层建筑与都市人居学会 (CTBUH) 评为2018年竣工的20座最高建筑之一。

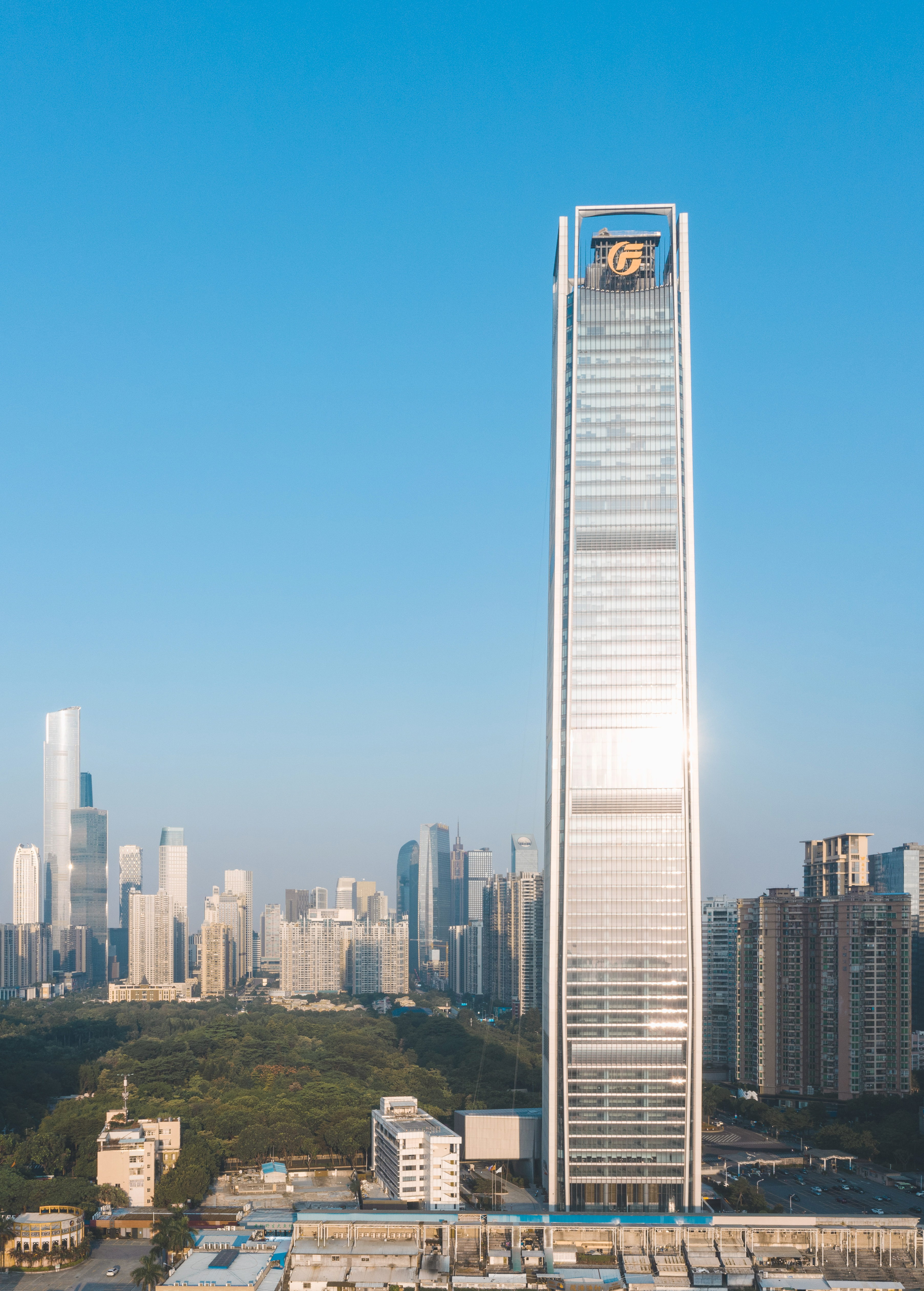
广发证券大厦

- 深圳汇通大厦 （页面存档备份，存于），

中国深圳（2012-2019 年）：办公和智能停车场混合高科技大厦 （页面存档备份，存于），目前是中国深圳最大的垂直停车场。
- 南山智园 （页面存档备份，存于），

中国深圳（2009-现今）